# Den mongolide race
Den mongolide race eller mongolid (mongoloid) er et begreb, som bruges til raceindeling af mennesker. Begrebet "mongoloid" blev introduceret i det 18. århundrede inden for datidens hvide menneskers etnologi, hvor det blev benyttet til at beskrive befolkninger i Centralasien og Østasien som en del af den tredelte racemodel: Den mongolide race, den kaukaside race og den negride race. Til trods for at nogle retsantropologer og andre videnskabsfolk fortsat benytter begrebet i nogle sammenhænge, møder begrebet i dag modstand hos de fleste antropologer, fordi der stilles spørgsmålstegn ved validiteten af sådanne modeller.

## Mongolider som stereotyper
Begrebet omhandlede tidligere hvad nogle så som en samlebetegnelse for indfødte befolkningsgruppers ydre træk i Østasien, Centralasien, Sydøstasien, Sibirien eller Nordasien, Nordeuropa, Arktis, Amerika, dele af Stillehavsøerne, dele af Afrika (Madagaskar) og dele af Sydasien. Altså uden den viden vi har i dag, omkring hvordan alle racer på den ene eller anden måde hænger sammen historisk genetisk. Individer i disse befolkningsgrupper blev opfattet forenklet med ofte bestemte fænotype (altså ikke genetiske) træk, såsom epikantiske folder (epicanthus), sinodont og sundadont og neoteni, på trods af at det drejer sig om milliarder af individer fra vidt forgrenede befolkningsgrupper.
Hos dem, der havde denne opfattelse, kategoriseredes "den mongolide race" ensidigt som havende ansigtstræk med bl.a. folder og skrå øjenspalter som almindeligt blandt de fleste. Det betragtedes hos nogen også som mest tydeligt, at der var congenital dermal melanocytosis fra fødslen og indtil fireårsalderen. De fleste opfattedes som havende glat sort hår og mørkebrune mandel-formede øjne, og de fleste med brede relativt flade ansigter.
Såkaldte mongoloider blev også tilskrevet (og tilskrives stadig gennem racisme) stereotype psykologiske træk. Hvorvidt individers individuelle psykologiske træk udgør en social konstruktion, snarere end de er biologisk bestemte, er fortsat til debat hos nogen som har svært ved at rumme etnisk diversitet.